# Mariakani
Mariakani – miasto w Kenii, w hrabstwie Kilifi. W 2019 liczyło 31,7 tys. mieszkańców.